# Cratère de Corossol
Le cratère de Corossol serait un cratère d'impact situé dans le golfe du Saint-Laurent à la hauteur de Sept-Îles, au Québec (Canada). Sous l'eau à une profondeur variant de 50 à 160 mètres, il aurait été créé à la suite de l'impact d'un météoroïde d'environ 300 mètres de diamètre. Il serait le cratère de cette taille le mieux préservé au monde.